# بنیاد کودک
بنیاد کودک موسسه مردم‌نهادی است که با حمایت و کمک همیاران و نیکوکاران، شرایط ادامه تحصیل دانش‌آموزانِ با استعداد کم‌برخوردار را فراهم می‌کند. دانش‌آموزان از سن آغاز مدرسه تا اخذ مدرک کارشناسی در صورت دارا بودن شرایط مرتبط با قوانین و مقررات بنیادکودک می‌توانند از خدمات بورسیه این موسسه بهره‌مند شوند.

### تاریخچه
بنیادکودک از سال 1373 در ایران و آمریکا فعالیت خود را آغاز کرده‌‌است. این مؤسسه در ایران با نام "مؤسسه خیریه بنیاد‌کودک" و در آمریکا با نام "Child Foundation" به ثبت رسیده‌است. درسال 1378 بنیادکودک در ایران ثبت‌ رسمی شد و از ثبت شرکت‌ها در شیراز مجوزی به شماره 398 دریافت کرد. سپس دفترمرکزی بنیادکودک از شیراز به تهران منتقل ‌شد و پس از انتقال رسمی اسناد، مجدداً از ثبت شرکت‌ها در سال 1388 مجوزی به شماره 25540 دریافت‌کرد.
این مؤسسه، یک مؤسسه خیریه مردم‌نهاد، غیردولتی، غیرسیاسی، غیرانتفاعی، فرامذهبی و فرامرزی است که رویکردی کاملاً انسان‌دوستانه دارد. 
بنیادکودک از آغازِ فعالیت تاکنون توانسته‌است بیش از 22هزار دانش‌آموز و به تبع آن خانواده‌های آنها را تحت حمایت قراردهد و امروز نیز بیش از10هزار دانش‌آموز با استعداد را در سراسر ایران بورسیه کرده‌است که بیش از هزار نفر از این دانش‌آموزان توانسته‌اند به دانشگاه‌های کشور وارد شوند.
از آنجا که بنیادکودک از ابتدای فعالیت خود معتقد به عملکردی فراگیر، پیشرو، مدرن، پاسخگو و شفاف بوده‌است، همواره در جهت توسعه فناوری اطلاعات کوشیده‌است. پس با اعتقاد به این رویکرد متناسب با نیاز، اهداف، چشم‌انداز و... نسبت به طراحی یک نرم‌افزار جامع تحت وب به نام وندا اقدام‌کرد و در سال 87 به‌طور رسمی از این نرم‌افزار بهره‌برداری شد و از آن پس تمامی اطلاعات دانش‌آموزان، همیاران، همکاران، مالی و... بر روی این نرم‌افزار قرارگرفت و این نرم‌افزار توانست جامعه‌ جهانی بنیادکودک را به یک دهکده‌ی اطلاعاتی و ارتباطی تبدیل‌کند.
بنیادکودک برای بیان فعالیت شفاف خود از سال 81 از حسابرسان رسمی دعوت به‌عمل آورد تا گردش مالی مؤسسه موردحسابرسی قرارگیرد.
بنیادکودک در سال 2005 توانست از کمیسیون اقتصادی- اجتماعی سازمان ملل (Ecosoc) مقام مشورتی دریافت‌کند و تاکنون نیز هر پنج سال یک‌بار با ارائه‌ی عملکرد شفاف و انسان‌دوستانه‌ی خود موفق شده‌است این گواهینامه را تمدید کند.
این مؤسسه در سال 86 موفق به کسب مجوز معافیت مالیاتی از هیأت دولت شد که مبتنی بر این مجوز همیاران می‌توانند کمک‌های خود را در قالب هزینه‌های قابل‌ قبول مالیاتی به سازمان امور مالیاتی ارائه‌کنند.
همچنین با تشکیل شبکه نیکوکاری ملی در اردیبهشت ماه سال 1395، بنیادکودک از ابتدا به عضویت این شبکه درآمد و فعالیت شایان ذکری داشته است.

### هدف
هدف نهایی بنیاد کودک این است که «هیچ دانش‌آموز با استعدادی به دلیل مشکلات اقتصادی از تحصیل و تلاش باز نماند.»

### دفاتر نمایندگی
این مؤسسه با دریافت مجوزملی از وزارت کشور توانست دامنه‌ی فعالیت خود را به‌ بسیاری از استان‌ها بگستراند و اینک 36 نمایندگی در آمل، اردبیل، اهواز، ارومیه، ایلام، اصفهان، ایرانشهر، بروجرد، بم، بوشهر، بیرجند، تبریز، تهران، جهرم،جیرفت، داراب، رشت، ریگان، زاهدان، زابل، سراوان، سنندج، شیراز، شهرکرد، فنوج، کاشان، کرمانشاه، کرج، لارستان، مراغه، مرودشت، مشهد، مهاباد، نیکشهر، ورامین، یاسوج و یزد دارد. 
بنیادکودک با ایجاد دفاتر برون‌مرزی خود توانست رابطه‌ای عاطفی بین ایرانیان مقیم خارج از کشور  با هموطنان‌شان در ایران سبب‌‌شود. دفاتر بین‌المللی در کشورهای آمریکا، سوئیس، آلمان واسترالیا مشغول به فعالیت هستند .

## پرونده‌های بنیادکودک
در سال ۲۰۱۰ دادستانی فدرال آمریکا دو ایرانی به نام‌های حسین لاهیجی و نجمه وحید را به «سوءاستفاده از معافیت‌های بنیادهای خیریه به نفع خود» متهم کرد. در کیفرخواست دادستان علیه دو ایرانی آمده است که این دو نفر با توسل به ترفندهای پیچیده، مبالغی را به ایران انتقال می‌دادند و در حالی‌که تظاهر می‌کردند که این مبالغ برای مصارف خیریه به خارج منتقل شده، عملاً این پول را همچنان در اختیار خود داشته‌اند.
بر اساس این کیفرخواست نجمه وحید و همسرش، دکتر حسین لاهیجی، مقیم ایالت تگزاس، با نقض قوانین آمریکا در مورد تحریم مالی جمهوری اسلامی، مبالغی بیش از ۱ میلیون و ۸۰۰ هزار دلار را از طریق بنگاه خیریه بنیاد کودک، مستقر در شهر پورتلند، به ایران انتقال داده‌اند.
به دنبال این کیفرخواست خانم وحید و همسرش آقای لاهیجی در دادگاه حاضر شدند، اما مدیر وقت موسسه در دادگاه حضور پیدا نکرد و از نظر دادگاه «فراری» محسوب شد. با انتشار خبر کیفرخواست دادستانی فدرال در خبرگزاری‌های مختلف از جمله آسوشیتد پرس و تلویزیون فارسی بی‌بی‌سی، مدیر وقت موسسه در بیانیه‌ای از اساس خبر منتشر شده را «غیر واقعی»، «کاملاً یکسویه» و «اثبات نشده» خواند.
سرانجام در ۲۸ نوامبر ۲۰۱۳ حکم دادگاه صادر شد و دادگاه فدرال نجمه وحید و حسین لاهیجی را به خاطر «فریب دادن دولت» و «نقض تحریم‌های تجاری آمریکا علیه ایران» به یکسال و یک روز زندان و پرداخت جریمه ۱٫۱ میلیون دلاری محکوم کرد. بر اساس حکم دادگاه، این زوج ایرانی مبلغ ۱٫۸ میلیون دلار را از طریق شعبه موسسه بنیاد کودک در شهر پورتنلد به ایران انتقال داده و در سرمایه‌گذاری‌های شخصی مورد استفاده قرار داده‌اند. وکیل‌ این زوج ایرانی در دادگاه استدلال کرده بود که این مبالغ در سرمایه‌گذاری‌های شخصی استفاده نشده، ادعایی که دادگاه فدرال آن را نپذیرفت.
این موسسه خیریه پس از برملا شدن اتهامات دست به سازمان‌دهی دوباره نمایندگی خود در آمریکا زد و اکنون تحت نظارت دولت آمریکا و با عفو مشروط به فعالیت خود ادامه می‌دهد. به گفتهٴ مقامات بخشی از پول منتقل شده به ایران صرف خرید خانه‌ای به نام خواهر ِ آقای لاهیجی شده و بخشی از آن نیز در بانکی سرمایه‌گذاری شده است. به گفته آنها، بخشی از پول به آیت‌الله مکارم شیرازی داده شده و مقداری هم به مادر ِ خانم نجمه وحید پرداخت شده است که هر دو در ایران زندگی می‌کنند.
به گفتهٴ دادستان «انگیزه خوانده‌ها (متهمین) در ارتکاب این اعمال طمع مالی بوده است. خوانده‌ها ۲۰ میلیون دلار اندوخته بودند با این حال به نظرشان ۲۰ میلیون دلار کافی نبوده است.» بنابر اظهارات دادستان، خانم وحید و آقای لاهیجی پول را برای سرمایه گذاری به سود خودشان به ایران انتقال داده و از معافیت‌های مالیاتی با اعلام خیریه بودن این اهدای پول استفاده کرده‌اند. اسناد دادگاه می‌گوید: «آنها عملاً برای خودشان حساب پس انداز بازنشستگی غیرقانونی ایجاد کرده‌اند»
رییس بنیاد کودک آمریکا در مصاحبه ای بسیاری از این اتهامات را رد کرد و در خصوص اتهام پولشویی توضیح داد.